# Admiraalslag
De admiraalslag is een standaardcombinatie in de open Roozenburg-opstelling bij het dammen. De combinatie wordt uitgevoerd als wit de zwarte schijf op 23 aanvalt. Kenmerkend zijn de eerste zet 15-20, de slag 13x33 en de manoeuvre 9-14-20 waarmee zwart de witte schijf op 15 terug haalt naar 24. 
Het bekendste praktijkvoorbeeld is nevenstaand diagram uit de partij Igor Rybakov - Rob Clerc in het Europees kampioenschap dammen 1992. Zwart combineert naar dam met 15-20; 28x19 9-14; 24x15 13x33; 39x28 14-20; 15x24 21-27; 31x13 8x50. Wit kan de dam ten koste van een schijf afnemen met 32-27 50x31 en 36x27 maar gaf meteen op. Ook in de partij Joeri Lagoda - Ludmila Volkova uit het wereldkampioenschap junioren 1998 werd de combinatie (door zwart) uitgehaald. 